# Mirko Grgin
Mirko Grgin (Split, 17. ožujka 1954. – Split, 23. siječnja 2017.), bivši hrvatski košarkaš. Igrao je za Jugoplastiku.

## Igračka karijera

### Klupska karijera
Član sastava Jugoplastike koji je dva puta osvojio Kup Radivoja Koraća (1975./76. i 1976./77.), te igrao u finalu Kupa prvaka 1971./72. i Kupa pobjednika kupova 1972./73.

### Reprezentativna karijera
27 nastupa za "A" reprezentaciju Jugoslavije i 14 za omladinsku.